# كونراد الثاني، كونت لوكسمبورغ
كونراد الثاني (توفي 1136) كان آخر كونت لوكسمبورغ من سلالته (1131-1136)، خلف والده فيلهلم الأول من لوكسمبورغ و ماتيلد أو لويتغارد من نورثيم.
تزوج إرمنغارد ، أبنة الكونت أوتو الثاني من زوتفن وأرملة جيرارد الثاني، كونت خيلدرز، توفي كونراد الثاني دون وريث ذكر، وهكذا عادت لوكسمبورغ إلى الإمبراطور، والإمبراطور بدوره لا يرغب في أن يتنقل المقاطعة من قبل أقرب قريب لـ كونراد هنري دي غراندبر، بحيث كان لورد فرنسي ومقاطعته كانت بـ محاذاة المملكة الفرنسية، ذلك مُنحت لـ هاينريش دي نامور ، أبن عمته كونراد، وحفيد كونراد الأول.